# Санта Кроче Маре
Санта Кроче Маре је насеље у Италији у округу Трст, региону Фурланија-Јулијска крајина.
Према процени из 2011. у насељу је живело 49 становника. Насеље се налази на надморској висини од 49 м.